# Smell the Magic
| Recensione | Giudizio |
| ---------- | -------- |
| AllMusic   |          |

Smell the Magic è un EP del gruppo musicale statunitense L7, pubblicato il 21 agosto 1990.

## Descrizione
Uscì inizialmente nell'agosto del 1990 in formato 12" color porpora, 10" e musicassetta contenente 6 tracce. Fu quindi ristampato in CD nel luglio del 1991, e successivamente anche in musicassetta, con l'aggiunta delle tracce: Packin' a Rod, Just Like Me, e American Society.
Dall'EP venne estratto Shove, distribuito come primo singolo della band.

## Tracce
12", 10", MC 1990
1. Shove – 3:10 (Suzi Gardner, Donita Sparks)
2. Fast and Frightening – 2:37 (Suzi Gardner, Donita Sparks)
3. (Right On) Thru – 3:13 (Jennifer Finch)
4. Deathwish – 3:45 (Jennifer Finch, Demetra Plakas, Donita Sparks)
5. Till the Wheels Fall Off – 3:43 (Suzi Gardner, Donita Sparks)
6. Broomstick – 3:49 (Jennifer Finch, Suzi Gardner, Donita Sparks)

Durata totale: 20:17
CD 1991
1. Shove – 3:10 (Suzi Gardner, Donita Sparks)
2. Fast and Frightening – 2:37 (Suzi Gardner, Donita Sparks)
3. (Right On) Thru – 3:13 (Jennifer Finch)
4. Deathwish – 3:45 (Jennifer Finch, Demetra Plakas, Donita Sparks)
5. Till the Wheels Fall Off – 3:43 (Suzi Gardner, Donita Sparks)
6. Broomstick – 3:49 (Jennifer Finch, Suzi Gardner, Donita Sparks)
7. Packin' a Rod – 2:08 (Morrow)
8. Just Like Me – 3:18 (Slim Dusty, L7)
9. American Society – 3:53 (James, Patton)

Durata totale: 29:36

## Formazione
- Donita Sparks - voce, chitarra
- Suzi Gardner - chitarra
- Jennifer Finch - basso
- Roy Koutsky - batteria